# Canova (gruppo musicale)
I Canova sono stati un gruppo musicale indie pop italiano, formatosi a Milano nel 2013 e attivo fino al 2020.

## Carriera

### Dagli esordi a Sanremo 2015 (2008-2015)
Tre dei quattro componenti del gruppo (Matteo Mobrici, Fabio Brando e Federico Laidlaw) iniziarono a suonare insieme nel 2008, con il nome LP Number 9. Nel 2013 al trio si aggiunge il batterista Gabriele Prina, che completa la formazione del gruppo.
Il nome Canova, come dichiarato in un'intervista dagli stessi membri, è stato scelto per caso prendendo spunto da un manifesto pubblicitario di una mostra dell'omonimo artista ed è un omaggio all'abilità dello scultore nell'ispirarsi all'arte greca classica nella creazione delle sue opere, che ha ispirato la band per la composizione dei propri brani, idealmente legate alla tradizione cantautorale italiana.
Nel giugno 2014 pubblicano sotto l'etichetta Sacropòp Records il loro primo singolo Expo, che viene selezionato da MTV New Generation nella categoria Just Discovered.
Nel 2015 ricevono la nomination nella categoria Best New Generation agli MTV Awards Italia. Nello stesso anno pubblicano il loro secondo singolo Io, te e Lucia con il quale hanno partecipato alla sezione nuove proposte di Sanremo 2015, venendo però scartati. Nel luglio 2015 partecipano al Coca Cola Summer Festival.

### Avete ragione tuttie i primi successi (2016-2017)
Il 21 ottobre 2016 pubblicano per l’etichetta Maciste Dischi l'album d'esordio Avete ragione tutti, prodotto da Giacomo "Jack" Garufi. Dal disco vengono estratti i singoli Vita sociale, certificato disco d'oro, Portovenere e Manzarek. Al disco segue una tournée promozionale, l'Avete Ragione Tutti Tour.
Partecipano al MI AMI Festival 2017 a Milano. A maggio dello stesso anno la band inaugura un tour a livello nazionale con svariati concerti per promuovere il loro primo disco. Nel settembre 2017 ricevono il premio KEEPON LIVE come miglior nuova realtà dal vivo e il Premio MEI come miglior esordio italiano.
Il 1º dicembre 2017, sotto l'etichetta Maciste Dischi e con la distribuzione di Artist First, viene pubblicato l'album Avete Tutti Ragione (Deluxe Edition), una riedizione del loro disco d'esordio, con l’aggiunta di un singolo uscito l’estate precedente, Threesome, e di un singolo inedito, Santamaria.
Il 1º maggio 2018 si esibiscono nel tradizionale concerto che si tiene annualmente a Roma a piazza San Giovanni in Laterano.

### Vivi per sempre(2018-2019)
Il 24 ottobre 2018 pubblicano il singolo Groupie, seguito da Domenicamara pubblicato il 26 novembre e Goodbye Goodbye uscito il 21 gennaio 2019. I brani sono stati inseriti nel loro secondo album in studio Vivi per sempre, pubblicato il 1º marzo dello stesso anno, seguito da un tour a partire dal 20 marzo.

### L'addio di Federico Laidlaw e nuovi singoli
Il 16 settembre 2019, tramite un post sul suo profilo Instagram, il bassista Federico Laidlaw annuncia la sua uscita dal gruppo, fatta di comune accordo con gli altri membri.
Il 22 novembre 2019 pubblicano il singolo Lento violento, prodotto in collaborazione con il producer Mace e il musicista Venerus, seguito poi da Musica di oggi, Never e Tutti uguali, pubblicati rispettivamente il 12 febbraio, il 24 aprile e il 26 giugno 2020. Questi singoli anticipano un nuovo album in studio in uscita nel 2020, a distanza di un anno da Vivi per sempre.

### Lo scioglimento (2020)
Il 27 luglio 2020 annunciano sui loro profili social lo scioglimento della band, con l'annullamento del terzo album in studio che era in uscita e del conseguente tour. I 4 singoli pubblicati tra 2019 e 2020, che sarebbero stati contenuti nel nuovo album, verranno raccolti in un vinile in uscita dopo l'estate. Nel 2021, il cantante Matteo Mobrici ha avviato una carriera solista, sotto lo pseudonimo di Mobrici, attraverso la pubblicazione sempre per Maciste Dischi di alcuni singoli, tra cui Scende (feat. Gazzelle) e Povero cuore (feat. Brunori Sas).

## Stile e influenze
Il frontman Matteo Mobrici ha dichiarato che i punti di riferimento della band sono gruppi britannici come Beatles, Oasis, The Strokes e Coldplay, ma che anche artisti italiani come Lucio Battisti, Lucio Dalla, Francesco De Gregori, Rino Gaetano, Cesare Cremonini hanno avuto una forte influenza su di loro.

## Formazione

### Ultima
- Mobrici – voce, tastiera, chitarra, pianoforte, sintetizzatore (2013-2020)
- Fabio Brando – chitarra,  pianoforte (2013-2020)
- Gabriele Prina – batteria, percussioni (2013-2020)

### Ex componenti
- Federico Laidlaw – basso (2013-2019)

## Discografia

### Album in studio
- 2016 – Avete ragione tutti
- 2019 – Vivi per sempre

### Singoli
- 2014 – Expo
- 2015 – Io, te e Lucia
- 2016 – Vita sociale
- 2016 – Portovenere
- 2017 – Manzarek
- 2017 – Threesome
- 2017 – Santamaria
- 2018 – Groupie
- 2018 – Domenicamara
- 2019 – Goodbye Goodbye
- 2019 – Per te
- 2019 – Ho capito che non eravamo
- 2019 – Lento violento
- 2020 – Musica di oggi
- 2020 – Never
- 2020 – Tutti uguali